# Колон (департамент)
Коло́н (исп. Colón) — один из 18 департаментов Гондураса. Находится на северо-востоке государства. Граничит с департаментами Атлантида, Йоро, Оланчо и Грасьяс-а-Дьос. Имеет выход к Карибскому морю. Назван в честь Христофора Колумба.
Административный центр — город Трухильо.
Образован 19 декабря 1881 года из части департамента Йоро.
Площадь — 8875 км².
Население — 299 000 чел. (2011).

## Муниципалитеты
В административном отношении департамент подразделяется на 10 муниципалитетов:
1. Балфате
2. Бонито Ориенталь
3. Ириона
4. Лимон
5. Саба
6. Санта-Фе
7. Санта-Роза-де-Агюан
8. Сонагуера
9. Токоа
10. Трухильо